# Joe McNaull
Joseph Allan McNaull, detto Joe (Miami, 23 giugno 1972), è un ex cestista statunitense naturalizzato polacco.

## Palmarès

### Squadra
- Campionato polacco: 4

Śląsk Breslavia: 1997-1998, 1998-1999, 1999-2000, 2000-2001
- Campionato svedese: 1

Norrköping Dolphins: 2009-2010
- Supercoppa polacca: 3

Śląsk Wrocław: 1999, 2000
Prokom Sopot: 2001
- Challenge Cup di Lega Baltica: 1

Norrköping Dolphins: 2009-2010

### Individuale
- Polska Liga Koszykówki MVP: 2

S.S. Szczeciński: 1996-1997
Prokom Sopot: 2002-2003